# Делта ерлајнс
Делта ерлајнс (енгл. Delta Air Lines) је америчка авио-компанија са седиштем у Атланти, Џорџија, САД. Делта је највећа авио-компанија на свету по броју превезених путника и велuчини флоте. Мрежа дестинација Делта ерлајнса је веома разграната, како на домаћем, тако и на међународном тржишту, повезујући Северну Америку, Јужну Америку, Европу, Азију, Африку, Блиски исток, Карибе и Аустралију. Делта ерлајнс и њене филијале опслужују 375 дестинација у 88 земаља света на 6 континената (не укључујући код-шер летове).
Највеће чвориште авио-компаније се налази на Међународном аеродрому Хартсфил-Џексон у Атланти и Међународном аеродрому Метрополитан Вејн Каунти у Детроиту. Поред ових чворишта, Делта ерлајнс је такође базирана на Међународном аеродрому Синсинати/Северни Кентаки, Међународном аеродрому Џон Ф. Кенеди и Међународном аеродрому ЛаГуардија у Њујорку, Међународном аеродрому Солт Лејк Сити, Међународном аеродрому Мемфис, Међународном аеродрому Минеаполис-Сент Пол, Међународном аеродрому Нарита у близини Токија и Међународном аеродрому Схипхол у Амстердаму. Делта је наследила чворишта на аеродромима у Детроиту, Мемфису, Минеаполису, Токију и Амстердаму након што се ујединила са Нортвест ерлајнсом. Делтино чвориште у Атланти је најпрометније авио-чвориште на свету. Делта ерлајнс превезе највише путника на преко-атлантским летовима, више него било која авио-компанија на свету.
Дана 29. октобра 2008. године, Делта је завршила процес уједињења са Нортвест ерлајнсом, чиме је формирана највећа комерцијална ваздушна компанија на свету. Дана 31. децембра 2009. године, АмеричкаСавезна управа за цивилно ваздухопловство (FAA) је одобрила Делтин захтев за уједињењем Делте и Нортвеста.

## Дестинације
Видите: Редовне линије Делта ерлајнса и Редовне линије Делта конекшна
Делта лети на 4932 дестинације дневно, а Делта конекшн лети на 2533 дестинације дневно. Делта конекшн са својим партнерима из Скајтима лети на преко 13000 дестинација дневно.
Делта ерлајнс је поред Бритиш ерверјза, Емирејтса, Коријан ера, Квантаса, Катар ервејза, Сингапур ерлајнса и Саут Африкан ервејза једна од авио-компанија која лети на свих 6 континента.

### Десет градова са највише летова дневно
Од августа 2012.
| Аеродром                        | Број дневних полетања |
| ------------------------------- | --------------------- |
| Атланта (ATL)                   | 980                   |
| Детроит (DTW)                   | 524                   |
| Минеаполис-Сент Пол (MSP)       | 444                   |
| Њујорк (LGA)                    | 269                   |
| Солт Лејк Сити (SLC)            | 265                   |
| Њујорк (JFK)                    | 175                   |
| Мемфис (MEM)                    | 128                   |
| Синсинати/Северни Кентаки (CVG) | 121                   |

## Кабина
Делта је 2015. прошла кроз надоградњу брендирања кабине. Доступност и тачни детаљи варирају у зависности од линије и типа авиона.

### Delta One
Delta One је водећи производ бизнис класе авио-компаније, доступан на међународним летовима на дугим релацијама, као и на трансконтиненталним летовима од Њујорка до Лос Анђелеса и Сан Франциска. Сва седишта су такође опремљена персоналним системом за забаву током лета (IFE), универзалним прикључцима за напајање, покретном лампом за читање и склопивим радним столом. Путници такође добијају оброке, алкохолна пића, тоалетне потрепштине и постељину.

### Прва класа
Прва класа се нуди на главним домаћим летовима, као и на одабраним међународним летовима на кратким и средњим релацијама. Седишта се крећу од 47 до 52,7 цм у ширини и имају између 94 и 102 цм висине седишта. Путници у овој класи добијају шири избор бесплатних грицкалица у поређењу са главном кабином, као и бесплатна пића и алкохол, и комплетне оброке на летовима од 1400 км и дуже. Одређени авиони такође имају прикључке за напајање на сваком седишту и бесплатне производе за забаву. Путници прве класе такође имају право на приоритетно укрцавање.